# Newportský jazzový festival
Newportský jazzový festival je hudební festival, který se koná v Newportu v americkém státě Rhode Island. Založila jej Elaine Lorillard a jeho organizátorem byl George Wein. Jeho vůbec první ročník se konal v roce 1954 v místním komplexu Newport Casino. Wein v roce 1972 festival přestěhoval do New York, počínaje rokem 1981 se opět koná v Newportu. Na festivalu v různých letech vystupovali například trumpetista Miles Davis, saxofonista Eddie Harris a klavírista Dave Brubeck. Byla zde nahrána řada koncertních alb různých hudebníků.